# Ramiro Meng
Ramiro Meng (Trieste, 20 aprile 1895 – Passo del Bernina, 7 settembre 1966) è stato un pittore, scultore e architetto italiano attivo soprattutto a Trieste fin dagli anni venti del XX secolo.

## Biografia
Nasce a Trieste nel 1895 da padre di origine svizzera grigionese e madre triestina.
Dopo aver conseguito la licenza di "costruttore edile", si diploma a Venezia al Corso Speciale di Architettura dell'Accademia di Belle Arti. Nel 1922 ottiene il titolo di Professore di Disegno architettonico.
È in questi anni che inizia la sua carriera di pittore ed espone i suoi acquerelli alle mostre del Sindacato Regionale Fascista Belle Arti della Venezia Giulia e organizza diverse esposizioni personali. È nota la sua partecipazione ai grandi concorsi nazionali e internazionali per lo sviluppo urbanistico delle città.  A Trieste è impegnato nella progettazione e direzione lavori di grandi edifici abitativi.
Nel 1942, con l'invito a partecipare alla XXIII Biennale di Venezia, la sua attività di pittore raggiunge il suo apice. Tra i suoi lavori ci sono anche delle linoleumgrafie e xilografie. Proprio l'amicizia con il pittore sloveno Augusto Černigoj lo portò a sperimentare in proprio la xilografia.
L'ultima sua esposizione di pittura è datata 1965, organizzata nella sede triestina del Circolo Svizzero. Ramiro Meng muore il 7 settembre 1966 durante un viaggio in Svizzera nato con l'intenzione di promuovere una mostra nel paese d'origine paterna.
Nel 2007 il Circolo Svizzero di Trieste ha promosso, nelle sale del Comune di Trieste una retrospettiva sulla sua opera pittorica.  
Un'altra retrospettiva si è tenuta a Coira (Svizzera) nel 2008.